# برک جیمز
بِرک جیمز (انگلیسی: Burke Jones; ۲۵ آوریل ۱۹۰۳ – ۳۰ ژانویهٔ ۱۹۸۳) بازیکن فوتبال اهل ایالات متحده آمریکا بود.
وی همچنین در تیم ملی فوتبال ایالات متحده آمریکا بازی کرده‌است.